# Sollefteå bibliotek
Sollefteå bibliotek är Sollefteå kommuns folkbibliotek. Organisationen består av ett huvudbibliotek i centralorten och ett antal filialbibliotek runtom i kommunen.
Huvudbiblioteket (även det kallat "Sollefteå bibliotek") är centralt beläget i det gamla apotekshuset.